# Ковригин-Порфирьев, Николай Платонович
Николай Платонович Ковригин-Порфирьев — советский хозяйственный, государственный и политический деятель.

## Биография
Родился в 1902 году в селе Катав-Ивановский завод. Член ВКП(б) с 1919 года.
С 1920 года — на хозяйственной, общественной и политической работе. В 1920—1965 гг. — заведующий Учётным столом Железнодорожного районного комитета РКП(б), в РККА, секретарь комитета РКП(б) объединённых лесозаводов, заместитель заведующего Агитационно-пропагандистским отделом районного комитета ВКП(б), заместитель председателя Башкирского областного Союза деревообделочников, заместитель заведующего, заведующий Культурным отделом Башкирского областного Совета профсоюзов, секретарь Веткинского районного комитета КП(б) Белоруссии, инструктор Сельскохозяйственного отдела ЦК КП(б) Белоруссии, 2-й секретарь Бурят-Монгольского областного комитета ВКП(б), нарком земледелия Бурят-Монгольской АССР, зав ОРГИ Башкирского обкома КПСС, участник Великой Отечественной войны, начальник политотдела 253-й стрелковой дивизии, замкомандира 985-го и 876-го стрелковых полков 226-й и 276-й стрелковых дивизий, директор Уфимской областной партийной школы.
Избирался депутатом Верховного Совета РСФСР 1-го созыва.
Умер в 1965 году.